# Llops Grisos
Els Llops Grisos (Bozkurtlar en turc) és una organització paramilitar d'extrema dreta ultranacionalista lligada al Partit del Moviment Nacionalista (MHP). El seu nom oficial en turc és Ülkücüler (Idealistes) i Ülkücü Hareket (Moviment Idealista).
Des de la dècada del 1960 acumula un llarg historial d'accions armades amb centenars de víctimes arreu d'Europa, sobretot entre la comunitat kurda i l'activisme d'esquerres. Dos han estat des d'aleshores els principals objectius de l'ultranacionalisme turc: la lluita contra el moviment d'alliberament kurd i la negació del genocidi armeni.

## Història
La denominació de Llops Grisos procedeix d'una antiga llegenda turca que es perd en els orígens turcs de les estepes de l'Àsia central prèvia a l'adopció de l'islam, en la qual una llegendària dona-lloba anomenada Asena va salvar i va conduir captius turcs cap a la llibertat.
Es van organitzar sota molts noms com el TIT (Brigada turca de la Revenja) i ETKO (Exèrcit per a l'Alliberament de Captius turcs) durant els tèrbols i agitats anys de finals dels 1970 i principis dels anys 1980, així l'escena fragmentada política i una pobra economia va conduir a una a violència en apogeu entre els Bozkurt, fomentats pel MHP i els comunistes als carrers de les ciutats de Turquia. Un parlament paralitzat i un gran nombre de víctimes d'aquests tràgics esdeveniments van desembocar en el cop d'estat del 1980 a Turquia. Poc després, els Llops Grisos es van fer coneguts a tot el món quan un dels seus membres, Alí Agca, va disparar a trets contra el Papa Joan Pau II a la plaça de Sant Pere del Vaticà.
El 1978, els Llops Grisos començaren uns pogroms contra els kurds alevis a Maraix a l'Anatòlia sud-oriental, al nord d'Alep. La campanya contra ells s'escalfà durant setmanes amb un ritme imprevisible, en part resultant de turbes inestables i violentes, però també com a part d'una estratègia per a terroritzar les víctimes. Van assassinar més d'un centenar de persones i van deixar més d'un miler de ferides. Fevzi Gümüs, president de l'Associació Cultural Alevita de la ciutat, no va dubtar en afirmar que la CIA i l'Estat turc hi havien estat implicats. Sigui com sigui, tots els condemnats per aquests fets van ser amnistiats l'any 1992.
Durant la dècada del 1990, van participar en la Guerra de l'Alt Karabakh al costat d'Azerbaijan i en la primera i Segona guerra de Txetxènia al costat dels rebels de Txetxènia.
L'any 2020, el govern francès, via un decret aprovat pel Consell de Ministres, va declarar il·legal l'organització ultranacionalista turca Llops Grisos, a qui acusaren d'incitar a l'odi i a la discriminació i de ser darrere de diferents aldarulls violents entre membres la comunitat turca i l'armènia prop de la ciutat de Lió en el context de les tensions pel conflicte de l'Alt Karabakh.